# Vellupillai Devadas
Vellupillai Devadas (ur. 11 lutego 1925 w Seremban, zm. 31 lipca 2005) – singapurski hokeista na trawie, olimpijczyk.
Uczestnik Letnich Igrzysk Olimpijskich 1956 (grał na pozycji lewego środkowego). Reprezentował Singapur w pięciu z sześciu spotkań, które kadra narodowa zagrała na tym turnieju, nie strzelając żadnego gola. Jego reprezentacja zajęła finalnie 8. miejsce w stawce 12 zespołów.
Devadas przeniósł się do Singapuru, aby wstąpić do tamtejszej policji. Uprawiał także krykiet – pierwszy przewodniczący Singapurskiej Rady Sportowej określał go  jako „przede wszystkim dobrego krykiecistę”.